# سیارک ۸۶۸۱
سیارک ۸۶۸۱ (به انگلیسی: 8681 Burs، نامگذاری:1992EN9) هشت هزار و ششصد و هشتاد و یکمین سیارک کشف شده‌است که در ۲ مارس ۱۹۹۲ کشف شد.
قدر مطلق سیارک برابر ۱۲٫۷۰ است.